# Julie Flo Mohagen
Julie Flo Mohagen (Oslo, 4 giugno 1996) è un'ex sciatrice alpina norvegese.

## Biografia
Attiva in gare FIS dal dicembre del 2011, la Mohagen ha esordito in Coppa Europa il 1º dicembre 2014 a Hemsedal in slalom gigante, senza completare la prova. Nel 2015 ai Mondiali juniores di Hafjell ha vinto la medaglia d'oro nella gara a squadre; in seguito ha gareggiato prevalentemente in Nor-Am Cup, conquistando due podi entrambi in slalom speciale: il 3º posto ottenuto a Panorama il 15 dicembre 2015 e la vittoria del 21 marzo 2016 a Vail. Si è ritrita durante la stagione 2018-2019 e la sua ultima gara è stata uno slalom speciale universitario disputato il 24 febbraio ad Alyeska, chiuso dalla Mohagen al 19º posto; non ha debuttato in Coppa del Mondo né preso parte a rassegne olimpiche o iridate.

## Palmarès

### Mondiali juniores
- 1 medaglia:
  - 1 oro (gara a squadre a Hafjell 2015)

### Coppa Europa
- Miglior piazzamento in classifica generale: 133ª nel 2015

### Nor-Am Cup
- Miglior piazzamento in classifica generale: 23ª nel 2016
- 2 podi:
  - 1 vittoria
  - 1 terzo posto

#### Nor-Am Cup - vittorie
| Data          | Località | Paese       | Specialità |
| ------------- | -------- | ----------- | ---------- |
| 21 marzo 2016 | Vail     | Stati Uniti | SL         |

Legenda:

SL = slalom speciale